# 孔延年
孔延年（？—？），西汉时鲁国人。孔子十二代孫，孔谦玄孙，孔腾曾孙，孔忠之孙，孔武之子。
孔延年博览群书，以治《尚书》出名，在漢武帝時被徵召爲博士。之后晋升为太傅、将军。七十一岁去世。《史記·孔子世家》作“子襄生忠，年五十七。忠生武，武生延年及安国”。葬於在曲阜孔林中孔子墓北侧，生子孔霸，孙孔福、孔捷、孔喜、孔光。